# سوخ‌باتور (سوخ‌باتور)
شهرستان سوخ‌باتور (به زبان مغولی: Сүхбаатар сум، [Süxbaatar sum]؛ ᠰᠦᠬᠡ ᠪᠠᠭᠠᠲᠤᠷ ᠰᠤᠮᠤ، [süke baɣatur sumu]) یک شهرستان (سُوم) در مغولستان است که در استان هم‌نام خویش واقع شده‌است. مرکز این استان، شهر بارون‌اُورت، در محدودهٔ این شهرستان قرار داشته، اما از نظر اداری، شهرستانی مستقل از آن می‌باشد، شهرستانی که تنها شامل مساحتی حدود ۵۰ کیلومتر مربع، در برگیرندهٔ محدودهٔ شهریِ بارون‌اورت می‌باشد.

## تقسیمات اداری
شهرستان سوخ‌باتور متشکل از ۵ قصبه (باغ) می‌باشد، شامل:
- بایان‌غول (مغولی: Баянгол баг، [Bajangol bag]؛ ᠪᠠᠶᠠᠨ ᠭᠣᠤᠯ ᠪᠠᠭ، [bayan ɣoul baɣ])
- بلاغ جدید (شینه‌بلاغ) (مغولی: Шинэбулаг баг، [Šinebulag bag]؛ ᠰᠢᠨ᠎ᠡ ᠪᠤᠯᠠᠭ ᠪᠠᠭ، [šin-e bulaɣ baɣ])
- خایلاستای (مغولی: Хайлаастай баг، [Xajlaastaj bag]؛ ᠬᠠᠶᠢᠯᠠᠰᠤᠲᠠᠢ ᠪᠠᠭ، [qayilasutai baɣ])
- خولغار (مغولی: Хулгар баг، [Xulgar bag]؛ ᠬᠤᠯᠤᠭᠠᠷ ᠪᠠᠭ، [quluɣar baɣ])
- لانج (مغولی: Ланз баг، [Lanz bag]؛ ᠯᠠᠨᠵᠠ ᠪᠠᠭ، [lanja baɣ])